# Pjatovskij
Pjatovskij (in russo Пятовский?) è un insediamento di tipo urbano della Russia europea situato nel distretto Dzeržinskij dell'oblast' di Kaluga.